# Liferay
Liferay Портал це Корпоративний портал з відкритим кодом написаний на Java і поширюваний під ліцензією GNU Lesser General Public License. 
Існує також корпоративна версія з комерційною ліцензією. Liferay Портал є контейнером портлетів за специфічними для Java стандартами JSR-168 та JSR-286, що також містить в собі готовий функціонал системи керування вмістом та інші додаткові можливості. Серед них навіть є підтримка портлетів написаних мовами програмування PHP та Ruby.
Не заважаючи на те, що Liferay надає досить потужні та технологічні можливості для програмування рішень за його допомогою, проста інсталяція та адміністрація Liferay є простою та не вимагає ніяких навичок програмування.
Підприємство розташоване у місті Даймонд-Бар на сходу округу Лос-Анджелес.

## Версії Liferay
| Версія     | Назва     | Редакція               | Дата       | Розмір дистрибутиву |
| ---------- | --------- | ---------------------- | ---------- | ------------------- |
| 6.2.1 GA2  | Newton    | Редакція для спільноти | 2014-02-28 | ~                   |
| 6.2.10 GA1 | Newton    | Корпоративна редакція  | 2013-12-3  | невідомо            |
| 6.2.0 GA1  | Newton    | Редакція для спільноти | 2013-11-01 | ~                   |
| 6.1.2 GA3  | Paton     | Редакція для спільноти | 2013-08-23 | 42.000+             |
| 6.1.30 GA3 | Paton     | Корпоративна редакція  | 2013-08-16 | невідомо            |
| 6.1.1 GA2  | Paton     | Редакція для спільноти | 2012-07-31 | 336.614+            |
| 6.1.20 GA2 | Paton     | Корпоративна редакція  | 2012-07-31 | невідомо            |
| 6.1.10 GA1 | Paton     | Корпоративна редакція  | 2012-02-15 | невідомо            |
| 6.1.0 GA1  | Paton     | Редакція для спільноти | 2012-01-01 | 265.718             |
| 6.0.12 SP2 | Bunyan    | Корпоративна редакція  | 2011-11-07 | невідомо            |
| 6.0.6      | Bunyan    | Редакція для спільноти | 2011-03-04 | 376.812             |
| 6.0.11 SP1 | Bunyan    | Корпоративна редакція  | 2011-01-13 | невідомо            |
| 5.2 SP5    | Augustine | Корпоративна редакція  | 2010-10-20 | невідомо            |
| 6.0.10     | Bunyan    | Корпоративна редакція  | 2010-09-10 | невідомо            |
| 6.0.5      | Bunyan    | Редакція для спільноти | 2010-08-16 | 300.560             |
| 6.0.4      | Bunyan    | Редакція для спільноти | 2010-07-23 | 34.209              |
| 6.0.3      | Bunyan    | Редакція для спільноти | 2010-07-20 | 16.263              |
| 6.0.2      | Bunyan    | Редакція для спільноти | 2010-06-08 | 34.436              |
| 5.2 SP4    | Augustine | Корпоративна редакція  | 2010-05-19 | невідомо            |
| 6.0.1      | Bunyan    | Редакція для спільноти | 2010-04-20 | 27.565              |
| 5.1 SP5    | Calvin    | Корпоративна редакція  | 2010-03-12 | невідомо            |
| 6.0.0      | Bunyan    | Редакція для спільноти | 2010-03-04 | 16.231              |
| 5.2 SP3    | Augustine | Корпоративна редакція  | 2010-01-07 | невідомо            |
| 5.2 SP2    | Augustine | Корпоративна редакція  | 2009-11-17 | невідомо            |
| 5.1 SP4    | Calvin    | Корпоративна редакція  | 2009-10-23 | невідомо            |
| 5.2 SP1    | Augustine | Корпоративна редакція  | 2009-08-07 | невідомо            |
| 5.1 SP3    | Calvin    | Корпоративна редакція  | 2009-07-20 | невідомо            |
| 5.2        | Augustine | Корпоративна редакція  | 2009-06-01 | невідомо            |
| 5.2.3      | Augustine | Редакція для спільноти | 2009-05-12 | 427.726             |
| 5.1 SP2    | Calvin    | Корпоративна редакція  | 2009-05-12 | невідомо            |
| 5.2.2      | Augustine | Редакція для спільноти | 2009-02-26 | 102.367             |
| 5.1 SP1    | Calvin    | Корпоративна редакція  | 2009-02-18 | невідомо            |
| 5.2.1      | Augustine | Редакція для спільноти | 2009-02-03 | 42.720              |
| 5.2.0      | Augustine | Редакція для спільноти | 2009-01-26 | 7.143               |
| 5.1 SP     | Calvin    | Корпоративна редакція  | 2008-12-16 | невідомо            |
| 5.1.2      | Calvin    | Редакція для спільноти | 2008-10-03 | 178.934             |
| 5.1.1      | Calvin    | Редакція для спільноти | 2008-08-11 | 84.246              |
| 5.1.0      | Calvin    | Редакція для спільноти | 2008-07-17 | 31.761              |
| 5.0.1 RC   | Luther    | Редакція для спільноти | 2008-04-14 | 101.543             |
| 5.0.0 RC   | Luther    | Редакція для спільноти | 2008-04-09 | 10.704              |